# Walworth (Durham)
Walworth è un villaggio dell'Inghilterra, appartenente alla contea del Durham.